# Гербы районов Тамбовской области
Список гербов муниципальных районов Тамбовской области Российской Федерации.
На 1 января 2020 года в Тамбовской области насчитывалось 274 муниципальных образования — 7 городских округов, 23 муниципальных района, 13 городских поселений и 231 сельское поселение.

## Гербы муниципальных районов Тамбовской области
| Герб | Наименование                                        | Дата утверждения | Номер в ГГР |
| ---- | --------------------------------------------------- | ---------------- | ----------- |
|      | Герб муниципального образования Бондарский район    | 24 сентября 2010 | 6526        |
|      | Герб муниципального образования Гавриловский район  | 26 июня 2014     | 9522        |
|      | Герб муниципального образования Жердевский район    | 16 октября 2013  | 8838        |
|      | Герб муниципального образования Знаменский район    | 28 октября 2010  | 6700        |
|      | Герб муниципального образования Инжавинский район   | 28 февраля 2013  | 8343        |
|      | Герб муниципального образования Кирсановский район  | 22 мая 2008      | 4046        |
|      | Герб муниципального образования Мичуринский район   | 13 сентября 2012 | 7966        |
|      | Герб муниципального образования Мордовский район    |                  |             |
|      | Герб муниципального образования Моршанский район    | 25 апреля 2013   | 8507        |
|      | Герб муниципального образования Мучкапский район    | 5 августа 2010   | 6365        |
|      | Герб муниципального образования Никифоровский район | 28 сентября 2012 | 7970        |
|      | Герб муниципального образования Первомайский район  | 17 сентября 2004 | 1748        |

| Герб | Наименование                                         | Дата утверждения | Номер в ГГР |
| ---- | ---------------------------------------------------- | ---------------- | ----------- |
|      | Герб муниципального образования Петровский район     | 1 июля 2011      | 7211        |
|      | Герб муниципального образования Пичаевский район     | 28 июля 2017     |             |
|      | Герб муниципального образования Рассказовский район  | 28 июня 2012     | 7974        |
|      | Герб муниципального образования Ржаксинский район    | 19 августа 2011  | 7520        |
|      | Герб муниципального образования Сампурский район     | 22 декабря 2016  |             |
|      | Герб муниципального образования Сосновский район     | 27 ноября 2014   | 9969        |
|      | Герб муниципального образования Староюрьевский район | 26 августа 2011  | 7213        |
|      | Герб муниципального образования Тамбовский район     | 27 ноября 2014   | 9959        |
|      | Герб муниципального образования Токарёвский район    | 15 сентября 2011 | 7215        |
|      | Герб муниципального образования Уваровский район     | 28 июня 2011     | 8528        |
|      | Герб муниципального образования Умётский район       | 27 июня 2014     | 9524        |